# 少年噶瑪蘭
《少年噶瑪蘭》是兒童文學家李潼的作品，时间背景為1991年，主角「潘新格」是噶瑪蘭族的後裔，故事穿梭於1800年位於蘭陽平原上的聚落，並論及與漢人族群間的意識衝突。其改編的動畫作品獲得第36屆金馬獎最佳動畫獎。主角一次意外穿越時空，回到200年前的噶瑪蘭。

## 影視改編
1999年，公共電視出資與台灣宏廣卡通（宏廣股份有限公司）合作，把《少年噶瑪蘭》改編成動畫電影。康進和導演、劉畊宏、天心、樓學賢主演配音。

## 外部連結
- 互联网电影数据库（IMDb）上《少年噶瑪蘭》的资料（英文）